# آنا ليونور كونيغ
آنا ليونور كونيغ (بالسويدية: Anna Leonore König)‏ (29 أكتوبر 1771 - 20 مارس 1854) ، مغنية وموسيقي سويدية ( لوحة مفاتيح ). كانت مغنية منفردة في المؤسسة الموسيقية ("Musikaliska inrättningen") في نورشوبينغ في 1797-1801. تزوجت من جورج هنريك كونيغ.
تم انتخاب كونيغ كعضو (كرسي 153) في الأكاديمية الملكية السويدية للموسيقى في 31 ديسمبر 1794.